# Максима България
„Максима България“ ЕООД е българско предприятие за търговия на дребно със седалище в София, част от литовската „Максима Групе“, оператор на верига от супермаркети с търговските марки „Т Маркет“ и „Т Маркет Експрес“.
Основано е на 5 ноември 2004 година, а към края на 2022 година оперира със 112 магазина в цялата страна и има 2311 служители. През същата година обемът на продажбите е 468 милиона лева, а печалбата след облагане с данъци – 2,46 милиона лева. „Максима България“ е на четвърто място по продажби в страната в сектора на търговията на дребно с хранителни стоки, напитки и тютюневи изделия след „Кауфланд България“, „Лидл България“ и „Билла България“.